# Політехніка (станція метро, Варшава)
52°13′06″ пн. ш. 21°00′55″ сх. д. / 52.21833° пн. ш. 21.01528° сх. д.
Політехніка (пол. A-11 Politechnika) — станція Першої лінії Варшавського метрополітену, що була відкрита 7 квітня 1995 року у складі черги «Кабати» — «Політехніка». Розташована під рогом вулиці Людвига Варинського і Алеї Армії Людової. На стіні одного з входів вмурована табличка, присвячена інженеру Яну Подоських — ініціатору будівництва метро у Варшаві .
Однопрогінна станція мілкого закладення із острівною вигнутою платформою 11 м завширшки і 120 м завдовжки. Оздоблення у сірих тонах. Вихід на поверхню обладнано ескалатором, стаціонарними сходами і ліфтом для людей з обмеженими можливостями. За станцією є оборотні тупики. На станції заставлено тактильне покриття.
До 26 травня 1998 року була кінцевою станцією метро.

## Поруч
- Варшавська політехніка
- Студентський гуртожиток «Рив'єра»
- Клуб «Ремонт»
- Zebra Tower[en]
- Пам'ятник польській кавалерії[en]
- Церква Святішого Спасителя[en]

## Пересадки
- Автобуси: 118, 131, 143, 151, 182, 187, 188, 385, 411, 501, 502, 514, 519, 520, 522, 523, 525, N25, N31, N37, N81
- Трамвай: 10, 14, 15, 35

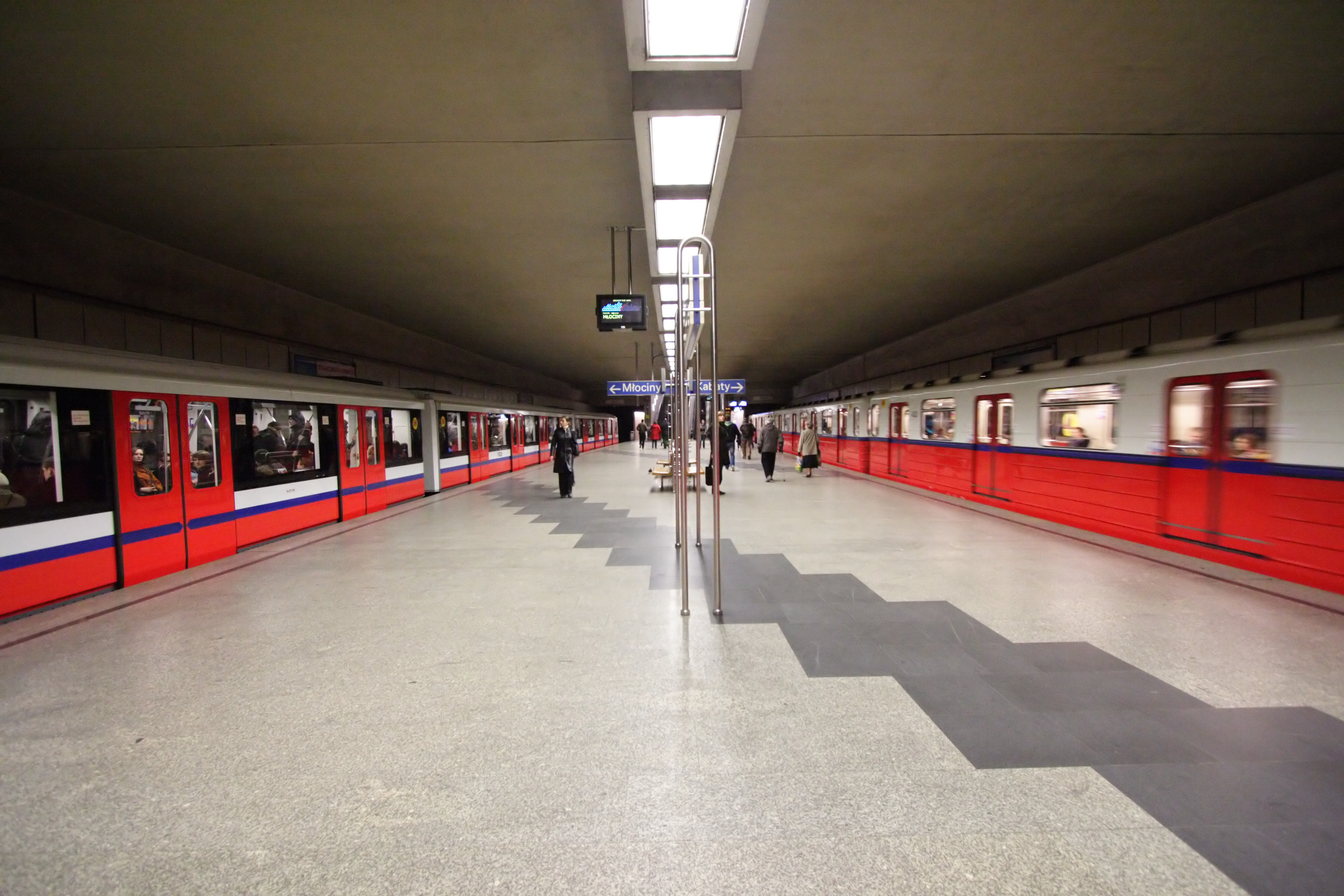
Платформа станції
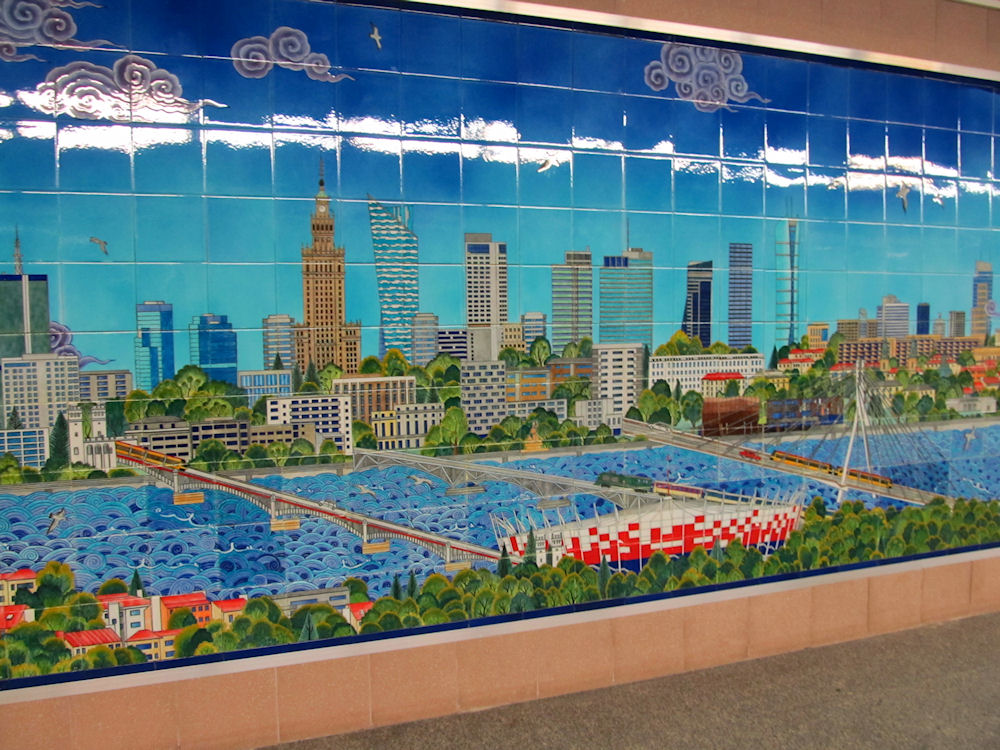
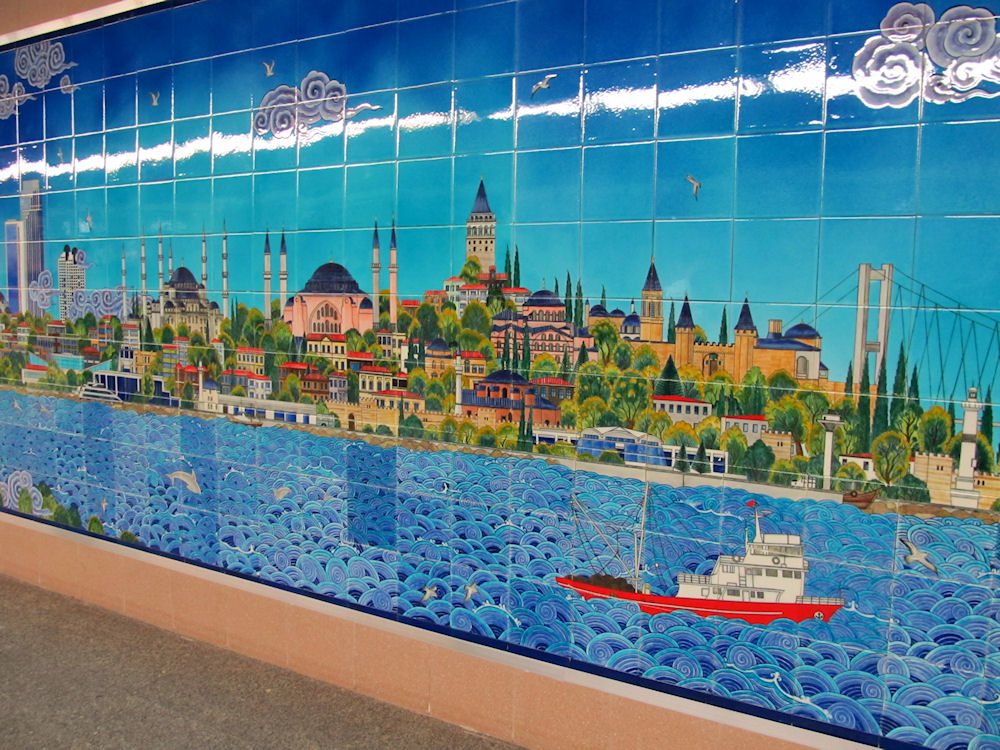